# Kloster Glencairn
Kloster Glencairn (lat. Abbatia Santa Maria de Glencairn) ist eine Trappistinnen−Abtei in Lismore, County Waterford, Bistum Waterford und Lismore, Irland

## Geschichte
Die englische Trappistinnenabtei Stapehill gründete 1932 (mit Unterstützung des Klosters Mount Melleray) die Saint Mary’s Abbey (Abtei Heilige Maria) unweit Mount Melleray in Südirland (1934 zur Abtei erhoben). Es war die erste Gründung eines Zisterzienserinnenklosters in Irland seit der Reformation (unter Wiederaufnahme des Namens des ehemaligen Zisterzienserklosters Saint Mary’s Abbey in Dublin).

### Oberinnen und Äbtissinnen
- Maura Mary Perry (1932–1935)
- Gertrude Purcell (1935–1944; 1950–1955)
- Margaret Shaw (1944–1950; 1958–1965)
- Agnes Fahey (1955–1958)
- Imelda Power (1965–1983)
- Dominic Lee (1983–1995)
- Agnes O’Shea (1995–2001)
- Marie Fahy (seit 2001)

### Gründungen
- 1949: Trappistinnenabtei Wrentham (Massachusetts) Mount St Mary’s Abbey
- 1982: Trappistinnenkloster Abakaliki (Nigeria) St. Justina's Monastery